# Stadion (mått och arena)

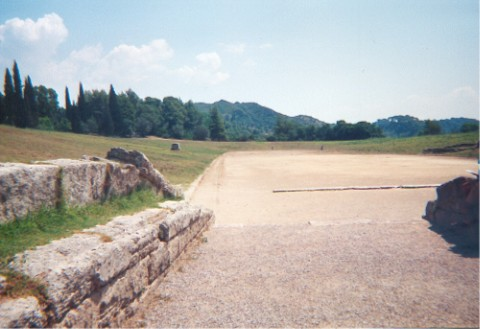
Stadion i Olympia.

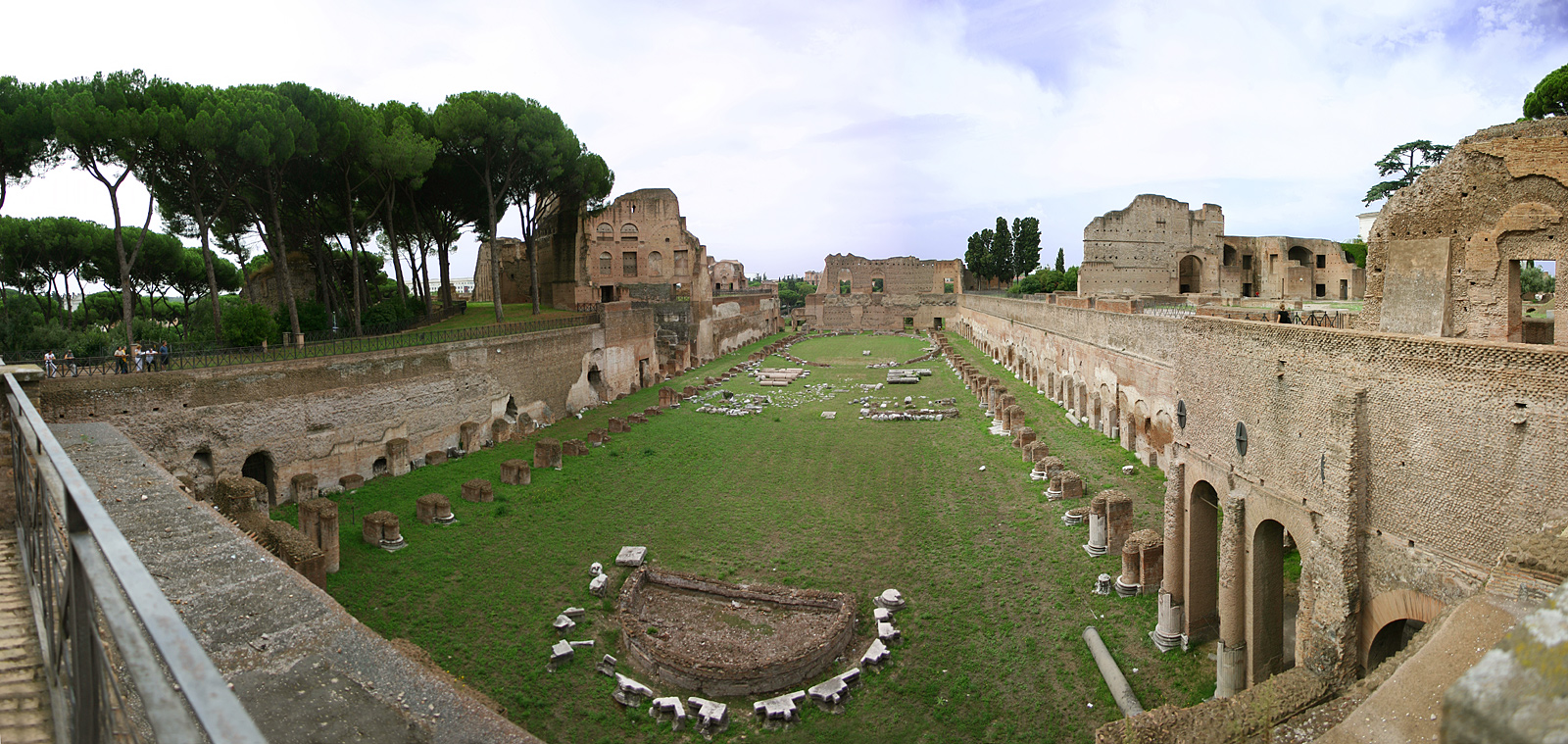
Stadium palatino i Rom.

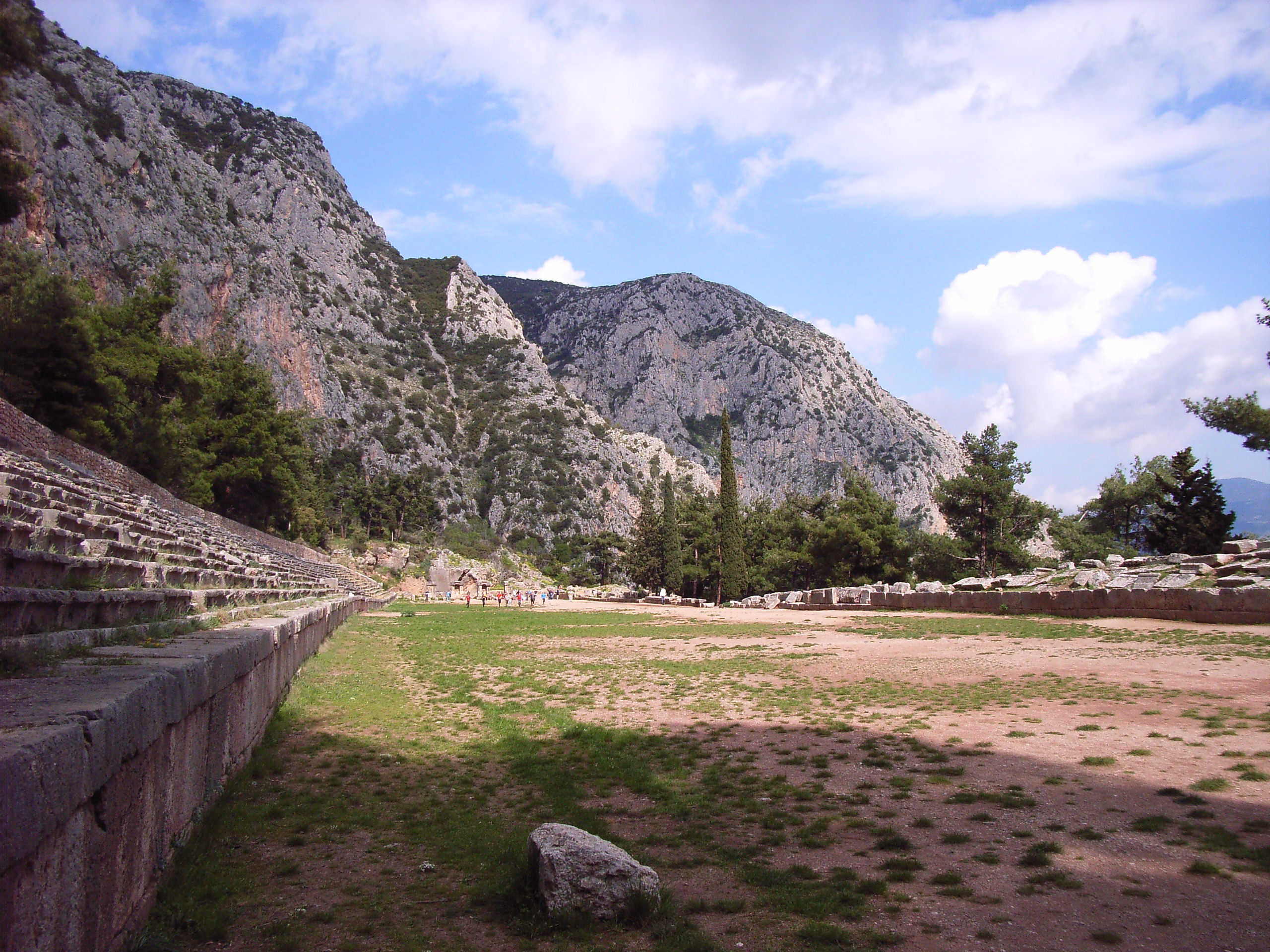
Stadion i Delfi.

Stadion (grekiska) eller stadium (latin) är ett antikt längdmått av grekiskt ursprung. Det användes bland annat vid konstruktionen av antika kapplöpningsarenor med samma namn och har även kommit att bli ett begrepp för idrottsarenor i många moderna språk. Ordet användes även som begrepp för själva kapplöpningen.
Stadionmåttet var ursprungligen 192,27 meter, medan den romerska motsvarigheten stadium var 10 meter kortare. Antika stadionanläggningar hade i regel rakor av 180–192 meters längd, sammanbundna av kortsidor med mycket snäva kurvor. Utformningen på arenan liknade den hos antika rännarbanor av Circus Maximus-typ. Moderna motsvarigheter har förkortat långsidorna och förlängt kurvorna till cirka 100 meter vardera.

## Bakgrund och användning

### Antikens Grekland
Ordet kommer från det grekiska ordet Stadion (στάδιον), ursprungligen ett antik grekisk längdmått och lika med 600 gamla grekiska fot (podes) eller cirka 180 till 190 meter. 192,3 (alternativt 192,27) meter anges ofta som ett officiellt begrepp.
I antiken användes begreppen stadion i den grekiska världen (och stadium i det romerska imperiet) om kapplöpningsbanor med formen av en långsträckt rektangel och omgiven av sittplatser. Ordet användes ofta även om kapplöpningen och tävlingsanläggningen. Det äldsta kända stadion är det i Olympia, Grekland, där de olympiska spelen i antikens hölls sedan år 776 före Kristus. Ursprungligen bestod tävlingarna av en enda händelse, nämligen ett lopp längs arenan. Därför blev längden på olympiastadion något av ett standardmått på distansen. Den olympiska stadionlängden skulle motsvara 600 gånger längden av Herakles fot (vilken då bör ha varit av storlek 46).
Stadion-loppet var det kortaste lopp som det tävlades i under antik grekisk tid. Banan (det fanns en i båda ändar av banan) utgjordes oftast av en rad med stenplattor, med räfflor för tårna. Dessutom fanns 10–20 hål för stolpar, vilka skilde de olika löparna åt.

### Antikens Rom och antika stadionanläggningar
Ett romerskt stadium var något mindre – en sträcka på 625 pes (en fot à 29,57 centimeter). Detta motsvarar 184,8 meter.
Grekiska och romerska arenor har hittats i många gamla städer, och en av de mest kända är Stadium Domitianus i Rom. Det är oklart i vilken utsträckning längden på en arena har varierat, men det fanns också olika typer av stadier. Några arenor fanns i Attika i Mindre Asien och i södra Italien (177,4 meter), Olympia i Grekland och Sicilien (192 meter), Pergamene i Pergamon (198 meter) och Aeginetan på den grekiska ön Egina (199,8 meter). I Delfi var platsens stadion 177,5 meter, i Aten 185 meter och i Miletos 191,4 meter.
De raka kortsidorna och jordbankar längs med långsidorna var länge den helt dominerande stadiontypen. Under hellenismen (senklassisk grekisk tid) utökades mängden fasta sittplatser. Vid den ena kortsidan byggde man då ofta en halvcirkelformad konstruktion (sphendonē), vilken även kunde nyttjas som teater. Det förekom även att stadionanläggningarna byggdes om, så att man också kunde arrangera gladiatorspel där.

Invigningen av OS 1896 på Panathinaikostadion.

### Modern tid
I moderna, europeiska språk används relaterade ord för att beskriva en (fri)idrottsanläggning med byggda läktare runtom. I svenska är ordet stadion,, medan andra varianter inkluderar estádio (spanska), estadi (katalanska), stade (franska) och stadium (engelska).
Stadionbegreppet blev vanligt i samband med återupplivandet av de olympiska spelen i slutet av 1800-talet. Olympiska spelen 1896 utkämpades på en restaurerad arena med de klassiska grekiska måtten och med snäva kurvor. I princip bestod arenan av två långa rakor av "stadionlängd", medan kurvradien var mycket liten. Senare arenabyggen har förkortat rakorna till 100 meter och förlängt kurvornas (inner)mått till samma längd = 400 meters varvlängd, vilket underlättat kurvtagningen.
Till olympiska sommarspelen 1912 i Stockholm byggdes Stockholms Stadion. Även andra sporter än friidrott förknippas numera med anläggningar med stadion i namnet. Där ingår bland annat skidstadion, tennisstadion, ryttarstadion och simstadion.